# Зимна Вода (гміна)
Гміна Зимна Вода — колишня (1934—1939 рр.) сільська ґміна Львівського повіту Львівського воєводства Польської республіки (1918—1939) рр. Центром ґміни було село Зимна Вода.
1 серпня 1934 року було створено ґміну Зімна Вода у Львівському повіті. До неї увійшли сільські громади: Білогорща, Кальтвассер, Рудно, Скнилів, Скнилівок, Зимна Вода, Зимновідка.
У 1934 році територія ґміни становила 46,25 км². Населення ґміни станом на 1931 рік становило 8186 осіб. Налічувалося 1458 житлових будинків.
Національний склад населення ґміни Зимна Вода станом на 1 січня 1939 року:
| село        | населення | українці-греко-католики | українці-латинники | польськомовні українці | євреї | німці | поляки | польські колоністи |
| ----------- | --------- | ----------------------- | ------------------ | ---------------------- | ----- | ----- | ------ | ------------------ |
| Білогорща   | 820       | 15                      |                    | 15                     | 10    |       | 780    |                    |
| Кальтвассер | 770       | 100                     |                    |                        | 40    | 60    | 570    |                    |
| Рудно       | 1710      | 620                     |                    |                        | 30    | 20    |        |                    |
| Скнилів     | 1650      | 930                     | 220                |                        | 40    | 30    | 230    | 200                |
| Скнилівок   | 1260      | 560                     |                    |                        |       |       | 700    |                    |
| Зимна Вода  | 2300      | 30                      |                    | 60                     | 30    | 60    | 2120   |                    |
| Зимновідка  | 1160      |                         |                    |                        |       |       | 1160   |                    |
| Загалом     | 9670      | 2255                    | 220                | 75                     | 150   | 170   | 6600   | 200                |
| Відсотки    | 100%      | 23,32%                  | 2,28%              | 0,76%                  | 1,55% | 1,76% | 68,25% | 2,07%              |

Ґміна зайнята 12 вересня 1939 року 1-шою гірськопіхотною дивізією. Відповідно до Пакту Молотова — Ріббентропа 23 вересня територія ґміни була передана німцями радянським військам. Ґміна ліквідована у 1940 році у зв'язку з утворенням Брюховицького району.